# Adidas Teamgeist

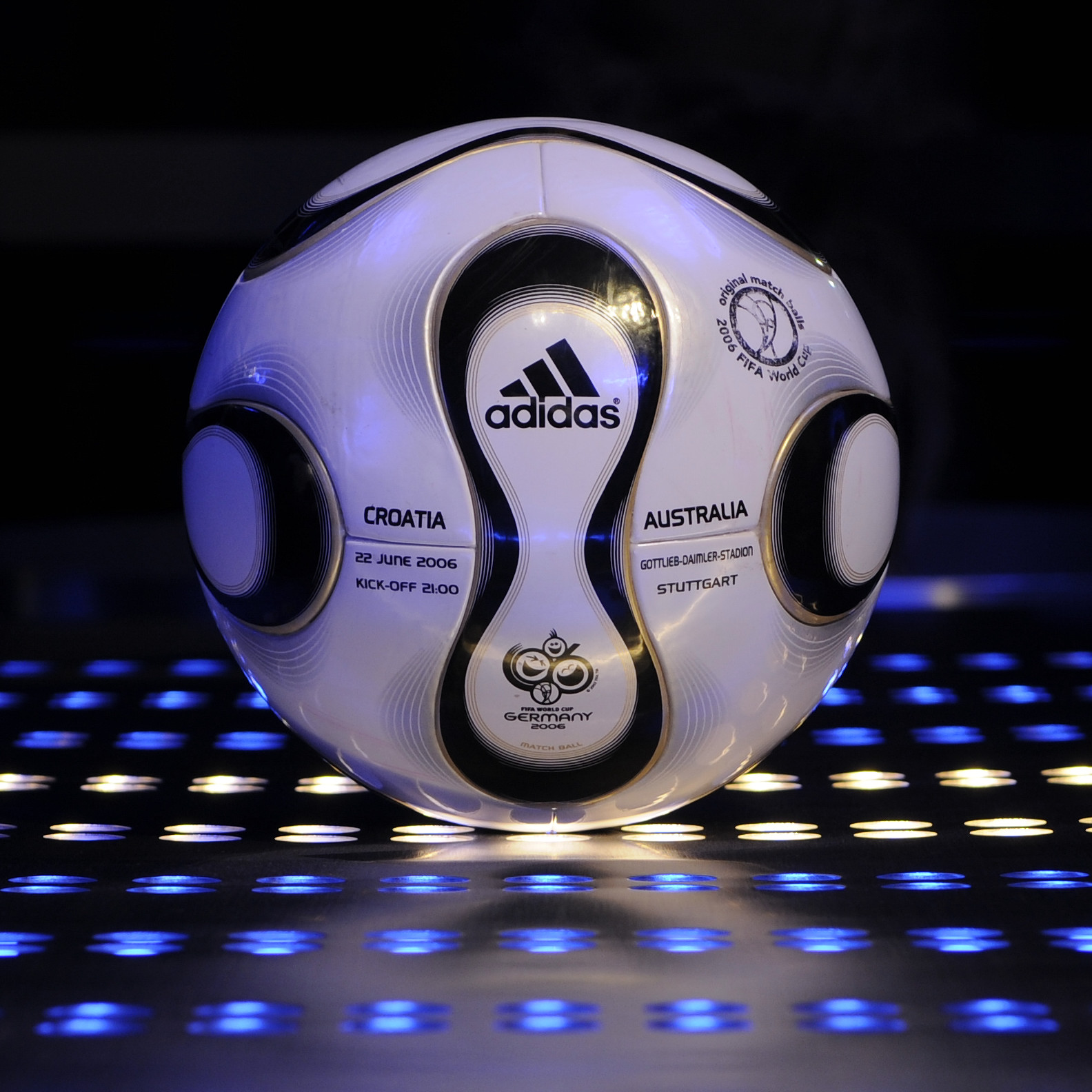
De Adidas +Teamgeist (editie WK 2006)

De +Teamgeist (Duits voor teamgeest) was de officiële bal van het FIFA-wereldkampioenschap voetbal 2006. De wedstrijdbal werd, zoals de voorgaande edities van dit toernooi, ontwikkeld door adidas. De bal werd voor het eerst gepresenteerd op 9 december 2005, tijdens de loting van de poules. 
In tegenstelling tot andere voetballen bestaat de +Teamgeist uit 14 vlakstukken in plaats van 32, wat de bal ronder zou laten aanvoelen. Voor elke wedstrijd van het WK werd een nieuwe +Teamgeist-bal gebruikt, met hierin de naam van deelnemende teams aan de wedstrijd.
De finale van het wereldkampioenschap werd gespeeld met een gouden versie van de +Teamgeist en de uiteindelijke winnaar mocht tot en met 2010 met de gouden bal spelen.
Een vernieuwde versie van de +Teamgeist werd in 2007 geïntroduceerd met de naam Teamgeist2 (Teamgei2t). Deze versie werd gebruikt tijdens het door de FIFA georganiseerd wereldkampioenschap voetbal voor clubs 2007 in Japan en werd ook gebruikt tijdens het onderdeel 7x7-voetbal op de Paralympische Zomerspelen 2008 in China.